# Dan Rains
Dan Rains (Rochester, 26 aprile 1956) è un ex giocatore di football americano statunitense che ha giocato nel ruolo di linebacker per quattro stagioni nei Chicago Bears della National Football League (NFL). Al college ha giocato a football all’Università di Cincinnati.

## Carriera professionistica

### Chicago Bears
Rains debuttò nella NFL giocando nella Chicago Bears nella stagione 1982, in cui disputò una sola partita. Nel 1985, i Bears terminarono la stagione regolare con un record di 15-1, vincendo il Super Bowl XX contro i New England Patriots per 46-10. Dan rimase a Chicago fino alla stagione 1986, al termine della quale si ritirò.

## Vittorie e premi
- Super Bowl : 1 Vincitore del Super Bowl XX

## Statistiche
| Partite totali | 41 |